# Buccinoidea
Buccinoidea zijn een superfamilie van weekdieren uit de klasse van de Gastropoda (slakken).

## Taxonomie
De volgende families zijn bij de superfamilie ingedeeld:
- Belomitridae Kantor, Puillandre, Rivasseau & Bouchet, 2012[1]
- Buccinidae Rafinesque, 1815
- Colubrariidae Dall, 1904
- Columbellidae Swainson, 1840
- † Echinofulguridae Petuch, 1994
- Fasciolariidae Gray, 1853
- Melongenidae Gill, 1871 (1854)
- Nassariidae Iredale, 1916 (1835)
- Pisaniidae Gray, 1857
- Tudiclidae Cossmann, 1901

### Synoniemen
- Anachidae Golikov & Starobogatov, 1972 => Columbellidae Swainson, 1840
- Buccinulidae Finlay, 1928 => Buccinulini Finlay, 1928
- Busyconidae Wade, 1917 (1867) => Busyconinae Wade, 1917 (1867)
- Cominellidae => Buccinidae Rafinesque, 1815
- Nassidae Swainson, 1835 => Nassariidae Iredale, 1916 (1835)
- Neptuneidae Stimpson, 1865 => Buccinidae Rafinesque, 1815
- Peristerniidae Tryon, 1880 => Peristerniinae Tryon, 1880
- Pusiostomatidae Iredale, 1940 => Pisaniidae Gray, 1857
- Pyrenidae Suter, 1909 => Columbellidae Swainson, 1840